# Vega de Espinareda
Vega de Espinareda (Veiga d'Espinareda, in Lingua leonese) è un comune spagnolo di 2 837 abitanti situato nella provincia di Llión, comunità autonoma di Castiglia e León.

## Vedere anche
- Regno di León
- Lingua leonese